# Bourek (cucina algerina)
Il Bourek algerino (in arabo بوراك‎?), noto anche come "brik" nell'Algeria orientale ed in Tunisia, è una variante popolare del burek di pasta salata diffuso in Medio Oriente e Nord Africa.
Il bourek algerino è solitamente composto da sottili sfoglie di pasta sfoglia, note in Algeria come " dyoul " o "Malsouka" o "warqa", che possono essere acquistate nei negozi o preparate in casa. Questi fogli vengono utilizzati anche per la preparazione di Baklava e di altre pietanze. Questi fogli vengono poi riempiti con un composto di purè di patate, cipolle tritate e spezie come cumino e paprika. Oltre al ripieno di patate, il bourek algerino può includere anche altre varianti come pomodori con carne macinata, gamberetti, pollo, o carne macinata con formaggio. La pasta viene poi piegata in una forma triangolare e cotta al forno o fritta fino a quando non diventa dorata e croccante. Il bourek si presenta in molte forme e dimensioni diverse, tra cui triangoli, rettangoli e spirali.
Il bourek algerino viene spesso servito come antipasto o spuntino e si può trovare in molti ristoranti e venditori ambulanti di cibo di strada in tutto il Paese. 
Viene comunemente servito durante il periodo di Ramadan come parte del pasto iftar, il pasto che interrompe il digiuno quotidiano durante il mese sacro.